# 実録・連合赤軍 あさま山荘への道程
『実録・連合赤軍 あさま山荘への道程』（じつろく・れんごうせきぐん あさまさんそうへのみち）は、2008年公開の日本映画。若松孝二監督。

## 概要
若松監督は本作品の構想を2005年の段階で明らかにしており、自身の集大成とも位置づけている。
内容は、ベトナム反戦運動や公民権運動、ヒッピー文化やパリ5月革命など世界的な左翼全盛の時代に、日本でも反権力的な学生運動が盛り上がっていたころが舞台である。その学生運動の中でも最も純粋であったがゆえに、真剣に革命の実現を信じた連合赤軍の若者たち。彼らが何に突き動かされ、どのような葛藤を経てあさま山荘事件へと至っていったのか、そしてリンチ事件へと至ったのか。連合赤軍側の立場から、彼らの生き様を描こうとしている。
本作品は低予算であり、制作費の一部はカンパでまかなわれた他、若松孝二監督が自宅を抵当にいれ、宮城県大崎市（旧鳴子町）の自身の別荘をあさま山荘のロケセットとして使用、解体までおこなって、ラストシーンの撮影が行われた。また、リアルさと現場での緊張感を優先させる為、出演者はオーディションの段階からマネージャーの帯同禁止、メイクや衣装も自前で用意させる、山岳ベースからあさま山荘シーンの撮影時には、宮城の山中での長期合宿等、焦燥感ある空気を画面に創り出す工夫が成されている。撮影は「順撮り」（ストーリーの順番）で行われたわけではなく「ロケ場所やセットに合わせて縦横無尽に撮影する方法」が取られたが、出演者達が段々憔悴していく姿はリアルである。長台詞が多いので、棒読みにならないよう感情を乗せるのが難しかったという。
逆の立場の映画として、連合赤軍と対峙する警察による視点で描かれた映画『突入せよ! あさま山荘事件』がある。若松は対談で『突入せよ』に腹が立った、「警察が正しい、というあんな映画を見たものだから、いまの若い人たちにわかるような映画を作りたかった」、時代背景をきちんと描いて「あの時代とは何だったのか、僕は検証したかった」と語っている。
2007年12月22日に若松監督がオーナーの映画館シネマスコーレ（名古屋市）で先行上映された後、翌2008年3月15日に全国公開が開始され、順次、各地で上映されていた。

## 出演者
連合赤軍
赤軍派
- 森恒夫：地曵豪
- 坂東國男（あさま山荘の籠城犯）：大西信満
- 山田孝（逃亡中に死亡、山岳ベース事件12人目の死者）：日下部千太郎
- 植垣康博（逃亡中に軽井沢駅で逮捕される）：中泉英雄
- 青砥幹夫（逃亡中に軽井沢駅で逮捕される）：伊達建士
- 山崎順（山岳ベース事件8人目の死者）：椋田涼
- 進藤隆三郎（山岳ベース事件2人目の死者）：粕谷佳五
- 行方正時（山岳ベース事件6人目の死者）：川淳平
- 遠山美枝子（山岳ベース事件5人目の死者）：坂井真紀

革命左派
- 永田洋子：並木愛枝
- 坂口弘（永田の元恋人、あさま山荘の籠城犯）：ARATA（現在の芸名は井浦新）
- 吉野雅邦（真岡銃砲店襲撃事件や印旛沼事件の実行犯、あさま山荘の籠城犯）：菟田高城
- 寺岡恒一（真岡銃砲店襲撃事件や印旛沼事件の実行犯、山岳ベース事件7人目の死者）：佐生有語
- 杉崎ミサ子：奥田恵梨華
- 大槻節子（山岳ベース事件10人目の死者）：藤井由紀
- 金子みちよ（吉野の妻で妊婦、山岳ベース事件11人目の死者）：安部魔凛碧
- 奥沢修一：玉一敦也
- 前沢虎義：辻本一樹
- 寺林真喜江（逃亡中に軽井沢駅で逮捕される）：神津千恵
- 伊藤和子（逃亡中に軽井沢駅で逮捕される）：一ノ瀬めぐみ
- 中村愛子：木全悦子
- 加藤能敬（加藤兄弟の長兄、山岳ベース事件4人目の死者）：高野八誠
- 加藤倫教（能敬の長弟、あさま山荘の籠城犯）：小木戸利光
- 加藤兄弟の末弟（能敬の末弟、あさま山荘の籠城犯）：タモト清嵐
- 小嶋和子（能敬の恋人、山岳ベース事件3人目の死者）：宮原真琴
- 岩田平治：岡部尚
- 尾崎充男（山岳ベース事件1人目の死者）：鈴木良崇
- 山本順一（妻子を連れて参加、山岳ベース事件9人目の死者）：金野学武
- 山本保子（順一の妻）：比佐廉

連合赤軍に関連する人物
赤軍派
- 塩見孝也（事実上途中離脱）：坂口拓
- 高原浩之（事実上途中離脱）：笠原紳司
- 田宮高麿（国際根拠地論に基づいてよど号ハイジャック事件を首謀し、北朝鮮に亡命する）：本多章一
- 重信房子（遠山の親友。偽造結婚で奥平姓をとなった後、国際根拠地論に基づいてパレスチナで日本赤軍の最高幹部となる）：伴杏里
- 梅内恒夫：渋川清彦
- 金廣志：RIKIYA
- 持原好子（途中離脱）：桃生亜希子

革命左派
- 向山茂徳（途中離脱）：黒井元次
- 早岐やす子（途中離脱）：田島寧子
- 瀬木政児（途中離脱）：山本直樹
- 松本志信（途中離脱）：中道亜希

その他
- さらぎ徳二：佐野史郎
- 松本礼二：倉崎青児
- 山荘の管理人：奥貫薫
- 作家：宮台真司（重信の協力者）
- ナレーション：原田芳雄

## スタッフ
- 監督・製作・企画：若松孝二
- プロデューサー：尾崎宗子、大友麻子
- 原作：掛川正幸
- 脚本：若松孝二、掛川正幸、大友麻子
- 撮影：辻智彦、戸田義久
- 助監督・制作進行：井上亮太、千田孝一、河野建治、清水雅美、花木英里、福士織絵
- 美術：伊藤ゲン
- 小道具：千田孝一
- ガンエフェクト：ビル横山
- 音楽：ジム・オルーク
- 照明：大久保礼司
- 録音：久保田幸雄
- メイキング：竹藤佳世
- キャスティング：小林良二
- スティール：掛川正幸

## 受賞歴
- 第58回ベルリン国際映画祭最優秀アジア映画賞（NETPAC賞）
- 第58回ベルリン国際映画祭国際芸術映画評論連盟賞（CICAE賞）
- 第20回東京国際映画祭「日本映画・ある視点」部門作品賞
- 第82回キネマ旬報ベスト・テン 日本映画第3位
- 第32回山路ふみ子文化賞
- 第63回毎日映画コンクール[11]
  - 監督賞
  - 撮影賞
- 第18回日本映画批評家大賞
  - 作品賞
  - 助演女優賞（坂井真紀）[12]
- 映画館大賞「映画館スタッフが選ぶ、2008年に最もスクリーンで輝いた映画」第7位
- 第52回三浦賞

## 関連書籍
- 若松孝二 実録・連合赤軍 あさま山荘への道程（朝日新聞社、ISBN 978-4022503596）

## 舞台
同名タイトルの舞台化作品が、2017年3月にSPACE雑遊で上演予定。演出はシライケイタ（劇団温泉ドラゴン）が担当。

## 元連合赤軍メンバーからの批判
元連合赤軍メンバー加藤倫教は連合赤軍事件に関するインタビューの中で本作について話が及んだ際に本作の終盤の劇中で弟が言うセリフに対して批判的に語っている。
「映画を見て感動したというひとが、僕のまわりにもたくさんいるんだけど、それは弟の言った言葉だというんです。しかし、それは事実としてはないこと。完全なフィクションであるならそれも構わないけれども、仮にも『実録』とタイトルをつけるかぎりは、違和感が拭えない。（中略）銃を持って交番を襲撃しろといったら、行くひとたちだった。それを『勇気がない』という一言でまとめられたんでは、ものすごく腹が立ちますね。それが間違っていると思っていたなら、行動するひとたちですよ。あるいは、組織を捨てて出たでしょう。間違っているんじゃないかという気持ちは、僕にもありましたよ。しかし、間違いだ、と言い切れない、『これはこういうことだから間違っている』と言うだけの論拠、確信がなかったんです」（中略）「若松さんに聞きたいことがあるかと言われたら、一つだけ。なぜあのような日本人ならわかるだろうという情緒的な落とし方に、どうしてしてしまったのか。あれでは『こう言いたいんだけど、言えなくて……』というのと、同じですよね。そして事が起きてしまったら、『ほんとはこうしたかったんだ』と弁解する。それと同じ扱いですよね。若松さんは、あの事件を単にそういうふうなことと理解したということなのか」

## 予告編
- YouTube:
  - 『実録・連合赤軍 あさま山荘への道程 特報 - YouTube』（アップロード: 2007年9月6日、投稿者: renseki、38秒）
  - 『実録・連合赤軍 あさま山荘への道程 - YouTube』（アップロード: 2008年1月31日、投稿者: rengousekigun、1分40秒）